# Xenotoca
Xenotoca is een geslacht van straalvinnige vissen uit de familie van de levendbarende tandkarpers (Goodeidae).

## Soorten
- Xenotoca eiseni (Rutter, 1896)
- Xenotoca melanosoma Fitzsimons, 1972
- Xenotoca variata (Bean, 1887)